# Одеса-Пересип
Одеса-Пересип — вузлова залізнична станція Одеського вузла Одеської дирекції Одеської залізниці. Розташована на перетині трьох ліній Чорноморська — Одеса-Пересип
Одеса-Пересип — Одеса-Порт
Одеса-Пересип — Одеса-Застава I між станціями Одеса-Застава II (8 км) та Одеса-Сортувальна (4 км).

## Історія
Станцію було відкрито 1 (13) червня 1868 року, у складі залізниці Одеса-Головна — Куяльник. Електрифіковано станцію у складі лінії Одеса-Головна — Одеса-Сортувальна 1972 року.
Зупиняються лише приміські електропоїзди.
3 січня 2015 року російські диверсанти підірвали на станції цистерни з газойлем, внаслідок чого стався витік вантажу